# Port Bell
Port Bell egy kisváros, amely ipari központ Ugandában, a főváros, Kampala agglomerációs térségében. A településnek vasúti összeköttetése van Kampalával és Jinjával, valamint vasúti komppal a nemzetközi forgalom egyik állomása a Viktória-tavon Tanzániába és Kenyába menet.

## Neve
A hely Sir Hesketh Bellről, az Egyesült Királyság 1906 és 1910 közötti kormányzójáról kapta a nevét.
Amikor az első vasút megépült Ugandában 1901-ben a végállomás Kisumuban volt, amely 12 óra hajóútra volt Port Belltől. A hajók vegyes árucikkeket szállítottak Kisumuba.

## Földrajz
Port Bell Kampala kerületben helyezkedik el, a Viktória-tó egyik keskeny öblében. Kampala egyik adminisztrációs központja. 14 kilométerre helyezkedik el a fővárostól közúton.

## Ipar
Jelenleg az Uganda Breweries (Ugandai Sörfőzdék) fő központja itt van. Az 1960-as években itt működtek az első teagyárak, valamint itt gyártottak először hipót Ugandában.

## Fordítás
- Ez a szócikk részben vagy egészben  a   Port_Bell című angol Wikipédia-szócikk fordításán alapul.  Az eredeti cikk szerkesztőit annak laptörténete sorolja fel. Ez a jelzés csupán a megfogalmazás eredetét és a szerzői jogokat jelzi, nem szolgál a cikkben szereplő információk forrásmegjelöléseként.